# She's All That
She's All That (Alguien como tú en España y Ella es así en Latinoamérica), es una comedia romántica de 1999, dirigida por Robert Iscove, y es un moderno remake de Pigmalión de George Bernard Shaw (la cual también fue la base para la comedia musical My Fair Lady). Está protagonizada por Freddie Prinze, Jr. , Rachael Leigh Cook, Paul Walker y Matthew Lillard.
La película recibió críticas mixtas de los críticos, que elogiaron las actuaciones de los actores principales, pero criticaron el guion.  Fue una de las películas para adolescentes más populares de finales de la década de 1990 y alcanzó el número uno en taquilla en su primera semana de estreno.  Continuó ganando $ 103 millones en todo el mundo. Después de aparecer en la película, la canción "Kiss Me" alcanzó el número 2 en la lista Hot 100 de Billboard y se mantuvo en el Top 10 durante 16 semanas.

## Trama
Zack hace una apuesta con su amigo Dean, de conseguir que una chica cualquiera del instituto se convierta en la nueva reina de la última fiesta del año. La chica elegida es Laney. Después Zack empieza con su conquista sin imaginar cuán difícil le costará, teniendo en cuenta el costo y la vergüenza que le provocará si pierde esta apuesta.

## Reparto
| Actor                    | Personaje                   | Notas         |
| ------------------------ | --------------------------- | ------------- |
| Freddie Prinze, Jr.      | Zachary "Zack" Siler        |               |
| Rachael Leigh Cook       | Laney Boggs                 |               |
| Paul Walker              | Dean Sampson, Jr.           |               |
| Matthew Lillard          | Brock Hudson                |               |
| Jodi Lyn O'Keefe         | Taylor Vaughan              |               |
| Kevin Pollak             | Wayne Boggs                 |               |
| Usher Raymond            | DJ del campus               |               |
| Kimberly "Lil Kim" Jones | Alex Chason Sawyer          |               |
| Anna Paquin              | Mackenzie "Mack" Siler      |               |
| Kieran Culkin            | Simon Boggs                 |               |
| Elden Henson             | Jesse Jackson               |               |
| Sarah Michelle Gellar    | Muchacha en cafetería       | No acreditada |
| Gabrielle Union          | Katarina "Katie" Darlingson |               |
| Dulé Hill                | Preston                     |               |
| Tamara Mello             | Chandler                    |               |
| Clea DuVall              | Misty                       |               |
| Tim Matheson             | Harlan Siler                |               |
| Alexis Arquette          | Mitch                       |               |
| Chris Owen               | Derek Funkhouser Rutley     |               |
| Dave Buzzotta            | Jeffrey Munge Rylander      |               |
| Ashlee Levitch           | Melissa                     |               |
| Vanessa Lee Chester      | Amiga de Melissa            |               |
| Milo Ventimiglia         | Jugador de fútbol           |               |
| Takbir Bashir            | Rapero                      |               |
| Brandon Mychal Smith     | Muchacho aseador JV         |               |
| Flex Alexander           | Kadeem                      |               |
| Debbi Morgan             | Señorita Rousseau           |               |
| Carlos Jacott            | Fotógrafo promotor          |               |
| Michael Milhoan          | Director Stickley           |               |
| Patricia Charbonneau     | Lois Siler                  |               |
| Katharine Towne          | Savannah                    |               |

## Banda sonora
| Pista | Título                | Escritor y compositor musical                                                 | Intérprete               |
| ----- | --------------------- | ----------------------------------------------------------------------------- | ------------------------ |
| 1     | Prophecy              | Cinjun Tate, Shelby Tate, Cedric Lemoyne, Jeffrey Cain Thompson, Gregory Slay | Remy Zero                |
| 2     | Baby Got Going        | Liz Phair & Scott Litt                                                        | Liz Phair                |
| 3     | Be Free               | Apl.de.Ap, will.i.am, Stahl, Goldberg                                         | The Black Eyed Peas      |
| 4     | Blacktop Beat         | Lucas MacFadden                                                               | Jurassic 5               |
| 5     | Up to Us              | Allrighse, Robin Thicke                                                       | Allrighse                |
| 6     | Wanderer              | J. Ralph                                                                      | Spy                      |
| 7     | Sugar                 | Jo Lloyd, James Wright, David Magee                                           | Stretch Princess         |
| 8     | Kiss Me               | Matt Slocum                                                                   | Sixpence None The Richer |
| 9     | Test the Theory       | Robin File, Sean McCann, Martin Merchant & Robert Maxfield                    | Audioweb                 |
| 10    | Gorgeous              | Kat Green                                                                     | Girl Next Door           |
| 11    | Ooh La La             | Theo Keating                                                                  | The Wiseguys             |
| 12    | Give It to Me Baby    | Rick James                                                                    | Rick James               |
| 13    | Shuck & Jive          | John Davis                                                                    | Superdrag                |
| 14    | Hanging On            | Emily Gerber and Carlos Calvo                                                 | Emily & Carlos           |
| 15    | 66                    | Greg Dulli                                                                    | The Afghan Whigs         |
| 16    | Nonstop Operation     | MC Tunes, S. Hickling, S. Jones, M. Lawrence, G. Gasper, P. Billington        | The Dust Junkys          |
| 17    | Believe               | Goldie                                                                        | Goldie                   |
| 18    | The Rockafeller Skank | Fatboy Slim, Terry Winford, John Barry                                        | Fatboy Slim              |

## Recepción

### Críticas
She's All That recibió críticas mixtas de los críticos de cine.  En el agregador de reseñas Rotten Tomatoes, la película tiene un índice de aprobación del 40% según las reseñas de 62 críticos, con una calificación promedio de 5/10.  El consenso del sitio web afirma: "A pesar de sus encantadoras y jóvenes protagonistas, She's All That no puede superar su guion predecible e inconsistentemente divertido". En Metacritic, la película tiene una puntuación de 51 basada en críticas de 32 críticos, lo que indica "mixto o  críticas promedio ".
Fue la última película revisada por Gene Siskel antes de su muerte en febrero de 1999. Siskel dio una crítica positiva y escribió que "Rachael Leigh Cook, como Laney, la simple Jane objeto del cambio de imagen, se ve obligada a demostrar el mayor rango emocional  como personaje, y ella está a la altura de la tarea ". Roger Ebert sugirió:" Para darle crédito a la película, está tan aburrido con la trama subyacente como nosotros. Incluso la elección de la reina del baile es solo un telón de fondo para más  material, como She's All That explora las diferencias de clase y estilo, y condimenta su guion con pequeños momentos muy divertidos ".  Ebert dice que "no es una gran película, pero tiene sus momentos", lo que le otorga 2.5 de 4 estrellas. Stephen Holden, del New York Times, elogió a Cook por su actuación, comparándola con Winona Ryder y dijo: "A diferencia de muchos actores que interpretan a jóvenes inteligentes, ella en realidad proyecta algo de inteligencia junto con un astuto sentido de la comedia".

### Recaudación
Fue un éxito en la taquilla.

## Premios y nominaciones
| Año  | Otorga                                 | Premio                                                          | Galardonado                              | Resultado |
| ---- | -------------------------------------- | --------------------------------------------------------------- | ---------------------------------------- | --------- |
| 1999 | YoungStar Awards                       | Mejor desempeño por una Actriz joven en una Película de Comedia | Rachael Leigh Cook                       | Ganó      |
| 1999 | Teen Choice Awards                     | Opción de Película: Actor                                       | Freddie Prinze, Jr.                      | Ganó      |
| 1999 | Teen Choice Awards                     | Opción de Película: Escena de amor                              | Freddie Prinze, Jr. & Rachael Leigh Cook | Ganó      |
| 1999 | Teen Choice Awards                     | Opción de Película: Comedia                                     |                                          | Nominado  |
| 1999 | MTV Movie Awards                       | Mejor descubrimiento de desempeño femenino                      | Rachael Leigh Cook                       | Nominado  |
| 1999 | MTV Movie Awards                       | Mejor Dúo en pantalla                                           | Freddie Prinze, Jr. & Rachael Leigh Cook | Nominado  |
| 2000 | Young Hollywood Awards                 | Mejor muchacha mala                                             | Jodi Lyn O'Keefe                         | Ganó      |
| 2000 | Young Hollywood Awards                 | Mejor canción                                                   | Sixpence None the Richer ("Kiss Me")     | Ganó      |
| 2000 | Kids' Choice Awards, USA               | Pareja de película favorita                                     | Freddie Prinze, Jr. & Rachael Leigh Cook | Ganó      |
| 2000 | Kids' Choice Awards, USA               | Actriz favorita – Nueva (Solo internet)                         | Rachael Leigh Cook                       | Ganó      |
| 2000 | Kids' Choice Awards, USA               | Actor favorito – Comedia / Romance                              | Freddie Prinze, Jr.                      | Nominado  |
| 2000 | ASCAP Film and Television Music Awards | Mejor desempeño de canciones de una Película                    | Matt Slocum ("Kiss Me")                  | Ganó      |
| 2000 | ALMA Awards                            | Actor destacado en un Largometraje                              | Freddie Prinze, Jr.                      | Nominado  |